# Alexander Rüstow
Alexander Rüstow (ur. 8 kwietnia 1885 w Wiesbaden, zm. 30 lipca 1963 w Heidelbergu) – niemiecki ekonomista; zaliczany do głównych przedstawicieli neoliberalizmu, był też twórcą tego terminu.
Krewny Wilhelma Rüstowa. Pochodził ze starej pruskiej rodziny oficerskiej. Ukończył Gimnazjum Bismarcka (obecnie Gimnazjum Goethego) w Wilmersdorf koło Berlina (obecnie w granicach administracyjnych miasta). Od 1903 roku studiował w Getyndze, Monachium i Berlinie matematykę, fizykę, filozofię, filologię, prawo i ekonomię polityczną. Uczył się pod kierunkiem Leonarda Nelsona. W 1908 roku, pod kierunkiem Paula Hensela, na uniwersytecie w Erlangen, przedstawił pracę Der Lügner. Theorie, Geschichte und Auflösung des Russelschen Paradoxons (Kłamca. Teoria, historia i rozwiązanie paradoksu Russella).
W latach 1908–1911 pracował jako kierownik działu w wydawnictwie B.G. Teubner w Lipsku. Od 1911 roku przygotowywał habilitację o teorii poznawczej starożytnego filozofa Parmenidesa z Elei, jednakże wybuch I wojny światowej przerwał te prace. Interesował się również awangardowymi trendami w sztuce i nowymi kierunkami psychologii. Jego pierwszą żoną była malarka Mathilde Herberger.
W czasie I wojny światowej Rüstow zaciągnął się jako ochotnik do wojska. Pod koniec wojny przyjął idee socjalistyczne i z zadowoleniem powitał wybuch rewolucji w listopadzie 1918 roku.
W 1918 roku znalazł pracę w ministerstwie gospodarki jako referent ds. nacjonalizacji przemysłu węglowego Zagłębia Ruhry. Szybko jednak porzucił socjalistyczne koncepcje gospodarcze. W 1924 roku odszedł z ministerstwa gospodarki i przyjął stanowisko kierownicze w związku przemysłu maszynowego (Verein Deutscher Maschinenbau-Anstalten).
W 1933 roku musiał wyemigrować z kraju, między innymi z powodu związków z Kurtem von Schleicherem, który rok później został zamordowany przez hitlerowców w czasie „nocy długich noży”. W 1933 roku został powołany na stanowisko profesora geografii i historii gospodarczej Uniwersytetu w Stambule. Wówczas powstało najważniejsze dzieło Rüstowa „Ortsbestimmung der Gegenwart”. W Ankarze nawiązał kontakt z niemiecką ambasadą oraz korespondentami amerykańskimi. W tym czasie ambasadorem niemieckim w Turcji był Franz von Papen, były niemiecki kanclerz. Rüstow skierował uwagę Amerykanów na Helmutha Jamesa von Moltke, który należał do niemieckiego ruchu oporu (tzw. Kręgu z Krzyżowej) (Kreisauer Kreis) i w lipcu 1943 roku odwiedził Ankarę.
Rüstow wrócił do Niemiec w 1949 roku i w 1950 rozpoczął pracę na Uniwersytecie w Heidelbergu. Był także dyrektorem Instytutu Alfreda Webera (Alfred-Weber-Institut), przewodniczącym niemieckiego stowarzyszenia nauk politycznych (Deutsche Vereinigung für Politische Wissenschaft), zasiadał w fundacji czasopisma Frankfurter Allgemeine Zeitung oraz Towarzystwa Społecznej Gospodarki Rynkowej (Aktionsgemeinschaft Soziale Marktwirtschaft).

## Dzieła
- Der Lügner. Theorie, Geschichte und Auflösung des Russellschen Paradoxons, Erlangen, 1910 (Kłamca. Teoria, historia i rozwiązanie paradoksu Russela).
- Schutzzoll oder Freihandel?, wyd. 1925 (Ochrona celna czy wolny handel?).
- Das Für und Wider der Schutzzollpolitik, wyd. 1925 (Za i przeciw polityce ochrony celnej).
- Das Versagen des Wirtschaftsliberalismus, 1945, drugie wydanie 1950, nowe wydanie 2001.
- Zwischen Kapitalismus und Kommunismus, 1949 (Między kapitalizmem a komunizmem).
- Ortsbestimmung der Gegenwart. Eine universalgeschichtliche Kulturkritik, t. 1 – 3, 1950 – 1957: t. 1: Ursprung der Herrschaft, t. 2: Weg der Freiheit, t. 3: Herrschaft oder Freiheit?
- Wirtschaft und Kultursystem, 1955 (Gospodarka i kultura).
- Die Kehrseite des Wirtschaftswunders, 1961 (Odwrotna strona cudu gospodarczego).